# 弦楽四重奏曲第3番 (バルトーク)
バルトークの弦楽四重奏曲第3番 （げんがくしじゅうそうきょくだい3ばん）Sz.85は、1927年に完成した弦楽四重奏曲である。

## 成立
単一楽章から成る。この前年に作曲されたピアノ協奏曲第1番やピアノソナタでも見られた、打楽器的な器楽法が要求されており、コル・レーニョなどの特殊奏法を用いた荒々しいリズムが特徴である。その反面、音楽の構成は極めて簡素で緊密な構成で書かれている。
この作品は、フィラデルフィア音楽基金協会主催の室内楽作曲コンクールに応募作品として提出され、翌1928年の10月に1等の名誉と賞金をイタリアの作曲家アルフレード・カゼッラとカルロ・ヤキーノ、およびイギリスの作曲家ハリー・ウォルド・ワーナーとで四等分する形となり、不運のバルトークはまたしても単独優勝を逃したが、お祝いの電報を送ってきたフリッツ・ライナーには1928年10月29日付の手紙で、賞金だけでなく宣伝効果があると、受賞したことに意義を見出していた。
出版時にはフィラデルフィア音楽基金協会に献呈されている。このコンクールにはシマノフスキも弦楽四重奏曲第2番を提出し予選で落ちた。

## 作品紹介

### 作曲年
1927年。完成したのは9月。

### 楽曲構成
1. Moderato
2. Allegro
3. Recapitulazione della prima parte （第1部の再現部）
4. Coda Allegro molt

の緩－急－緩－急という4つの部分で構成される単一楽章。演奏時間は全曲で約15分。

### 初演
1929年2月19日 ロンドン。ヴァルトバウエル弦楽四重奏団による。

### 作品の内容
第1部のモデラートは、いわば序奏にあたる部分で、小さな動機が互いに絡み合って構成されている。弦楽四重奏曲第1番と同様、冒頭の動機で8度音程内の12の音すべてが用いられるが、シェーンベルクの十二音技法によっているわけではない。ピウ・アンダンテの新しい楽想は、スル・ポンティチェロ（駒の近くを弓で擦る特殊奏法）で提示される。対位法部分とリズムが優勢な部分とが交錯しながら第2部アレグロとなる。第2部はかなり変則的ではあるがソナタ形式をとどめている。チェロのピツィカートとヴァイオリンが主題を提示し、ヴァイオリンの主題によるフガートにチェロの主題が絡み、それに再現部が続くという構成である。第3部では第1部の楽想のいくつかが回想されるが、その音楽の文脈は第1部のそれとは全く異なっており、これを「第1部の再現部」と呼ぶのは適切でないとさえ思われる。最後のコーダは、第2部の雰囲気に戻り、順当に名付けるのであれば「第2部の再現部」にあたるものであるが、さすがにこれを再現部と呼ぶのははばかられたのであろう。コーダとされている。